# گریگوریس کاستانوس
گریگوریس کاستانوس (یونانی: Γρηγόρης Κάστανος؛ زادهٔ ۳۰ ژانویهٔ ۱۹۹۸) یک بازیکن فوتبال اهل قبرس است که در پست هافبک هجومی برای یوونتوس در سری آ بازی می‌کند.
وی همچنین در تیم ملی فوتبال قبرس بازی کرده است.